# Giovanni Pietro Perti
Giovanni Pietro Perti o Peretti (Muggio, 1648 – Vilnius, 1714) è stato uno scultore e architetto barocco italiano, considerato uno dei principali scultori europei alle soglie del XVIII secolo. È stato un anziano dei sobborghi di Šnipiškės e Antakalnis governati dagli Sapieha.

## Biografia
Originario del Canton Ticino, Perti, scultore di scuola comacina, fu influenzato dal maestro italiano Gian Lorenzo Bernini. Formatosi a Firenze e invitato a Vilnius da Micheł Kazimierz Pac, Perti trascorse la maggior parte della sua vita nella capitale del Granducato di Lituania lavorando per famiglie nobili. Divenne famoso per le decorazioni in stucco della chiesa di San Pietro e Paolo (1677-82), considerata il capolavoro del barocco lituano. Lavorò insieme a Giovanni Maria Galli, che aggiunse gli ornamenti intorno alle sculture di Perti. Perti prestò servizio presso il Grande atamano di Lituania Jan Kazimierz Sapieha il Giovane dal 1689 al 1701.
Nel corso della sua carriera Perti ha progettato, costruito e decorato alcuni dei più importanti monumenti del barocco lituano a Vilnius: Palazzo Sluško (1690), Palazzo Sapieha (1691) e la Chiesa del Salvatore con il monastero dell'Ordine della Santissima Trinità (iniziata nel 1691, decorata nel 17-1705), tutti situati ad Antakalnis; ha ricostruito gli interni e disegnato gli stucchi dell'altare della Cappella di San Casimiro nella Cattedrale di Vilnius (1686-88). Perti ha partecipato anche alla decorazione dell'insieme del monastero di Pažaislis a Kaunas, insieme a Giovanni Battista Merli e Michele Arcangelo Palloni, di cui era sposato con la figlia Maria Maddalena.